# Route 375 (Nouveau-Brunswick)
Pour les articles homonymes, voir Route 375.
La route 375 est une route locale du Nouveau-Brunswick située dans l'ouest de la province, 20 kilomètres au sud de Grand Falls. Elle traverse une région valloneuse, et plus ou moins agricole. Elle mesure 5 kilomètres, et est pavée sur toute sa longueur.

## Tracé
La 375 débute à la frontière entre le Canada et les États-Unis, au poste douanier de Limestone. Elle se dirige vers l'est pendant 5 kilomètres, en passant au-dessus de la route 2. Elle se termine à l'ouest de Limestone, sur la route 130, l'ancienne route 2. 

## Intersections principales
| Route 375         |           |    |                                                             |                                                         |
| Comté             | Location  | km | Intersection/Destinations                                   | Notes                                                   |
| Comté de Victoria | Limestone | 0  | Frontière Canado-Américaine; R-229 ouest, Limestone (Maine) | extrémité ouest de la 375; poste douanier ouvert 24h/24 |
| Comté de Victoria | Limestone | ~2 | Chemin Gillespie, Gillespie Settlement, Grand Falls Portage |                                                         |
| Comté de Victoria | Limestone | 5  | R-130, vers R-2, Grand Falls, Edmundston, Woodstock         | extrémité est de la 375                                 |